# Район (муниципалитет Соноры)
Район (исп. Rayón) — муниципалитет в Мексике, штат Сонора, с административным центром в одноимённом посёлке. Численность населения, по данным переписи 2020 года, составила 1496 человек.

## Общие сведения
Название Rayón дано в честь участника войны за независимость, генерала Игнасио Лопеса Района.
Площадь муниципалитета равна 879,1 км², что составляет 0,5 % от площади штата, а наиболее высоко расположенное поселение Сан-Альфонсо, находится на высоте 830 метров.
Он граничит с другими муниципалитетами Соноры: на севере с Оподепе и Уепаком, на востоке с Сан-Фелипе-Хесусом и Акончи, на юге с Уресом и Сан-Мигель-де-Оркаситасом, на западе с Карбо.

## Учреждение и состав
Муниципалитет был образован в 1935 году, по данным 2020 года в его состав входит 16 населённых пунктов, самые крупные из которых:
| Код INEGI                  | Населённый пункт                                                                 | Численность населения (2005 год) | Численность населения (2010 год) | Численность населения (2020 год) |
| -------------------------- | -------------------------------------------------------------------------------- | -------------------------------- | -------------------------------- | -------------------------------- |
| 050                        | Всего                                                                            | 1543                             | 1599                             | 1496                             |
| 0001                       | Район (исп. Rayón) 29°42′52″ с. ш. 110°34′25″ з. д. (административный центр)     | 1336                             | 1382                             | 1301                             |
| 0020                       | Ла-Пас (исп. La Paz) 29°44′08″ с. ш. 110°34′57″ з. д.                            | 64                               | 88                               | 78                               |
| 0027                       | Трес-Аламос (исп. Tres Álamos) 29°50′07″ с. ш. 110°35′04″ з. д.                  | 60                               | 68                               | 62                               |
| 0008                       | Ла-Галера (Эль-Юру) (исп. La Galera (El Yuruh)) 29°38′06″ с. ш. 110°33′20″ з. д. | 42                               | 28                               | 20                               |
| —                          | Прочие                                                                           | 41                               | 33                               | 35                               |
| Названия на карте Генштаба |                                                                                  |                                  |                                  |                                  |

## Экономическая деятельность
По статистическим данным 2000 года, работоспособное население занято по секторам экономики в следующих пропорциях:
- сельское хозяйство, скотоводство и рыбная ловля — 51,1 %;
- промышленность и строительство — 19,9 %;
- торговля, сферы услуг и туризма — 27,9 %;
- безработные — 1,1 %.

## Инфраструктура
По статистическим данным 2020 года, инфраструктура развита следующим образом:
- электрификация: 98 %;
- водоснабжение: 91,4 %;
- водоотведение: 96,1 %.